# Krista Ayne
Krista Ayne, née à New York le 30 juillet 1982, est une actrice et modèle américain.
Elle se fait parfois appeler Krista Truglio.

## Filmographie
- 2005 50 Cent: The Massacre - Special Edition : la danseuse
- 2005 Jesse McCartney: Up Close
- 2006 Kettle of Fish : la voisine séduisante
- 2007 Rockaway : Zoé
- 2008 Sex Addict (Bad Biology) : la femme dans le penthouse
- 2008 Z Rock Episode TV : la rockeuse
- 2009 Still a Teen Movie : Julie
- 2009 The Lodger (L'éventreur de West Hollywood) : la première femme svelte
- 2009 The Bleeding (en) : la fille de l'usine #1
- 2009 Life on Top Episode TV : Maya
- 2011 Roger's Number : Cassandra
- 2011 Things That Can Kill You : Sandra
- 2011 Brutal : Dahlia
- 2011 Eyes Find Eyes : la femme du métro

## Vidéoclip
- En 2007, elle tient le rôle principal dans le clip Girls Kiss Girls de Pittsburgh Slim[1].